# CD Projekt
CD Projekt S.A. je polská vydavatelská, obchodní a vývojářská společnost, působící na poli videoherního průmyslu, která byla založena roku 1994 Marcinem Iwińskim a Michałem Kicińskim. V současné době má hlavní sídlo ve městě Varšava v Polsku.
Společnost se proslavila především svojí herní sérií Zaklínač (v originále Wiedźmin, v angličtině The Witcher), kterou vyvíjí herní studio CD Projekt Red na motivy stejnojmenné knižní série polského spisovatele Andrzeje Sapkowského. Je také mateřskou společností zaštiťující portál GOG.com (Good Old Games).
V roce 2008 došlo k vytvoření holdingové společnosti CDP Investment zajišťující jednotlivé firmy ve skupině CD Projekt Group. Kvůli finančním problémům CDP Investment roku 2009 oznámilo plány na sloučení s Optimus S.A., čímž by se stalo veřejně obchodovanou společností. Fúze byla dokončena v prosinci 2010; nástupnická společnost Optimus pak byla v červenci 2011 přejmenována na CD Projekt RED S.A. V roce 2012 se rozhodlo o reorganizaci skupiny. Ta byla dokončena v listopadu téhož roku, kdy došlo ke změně názvu CD Projekt RED S.A. na CD Projekt S.A. V září 2017 se CD Projekt stal největší veřejně obchodovanou herní společností v Polsku s hodnotou přibližně 2,3 miliardy dolarů a v květnu 2020 jeho hodnota dosáhla 8,1 miliardy, čímž se stal nejhodnotnější herní společností v Evropě. V březnu 2018 se firma stala členem WIG20, indexu 20 největších společností na Varšavské burze.
Dne 27. června 2024 společnost vyplatila investorům dividendu ve výši 1 PLN na akcii. Hodnota dividendy činila 99 910,51 PLN a dividendová sazba 0,72 %. 

## Historie

### Založení

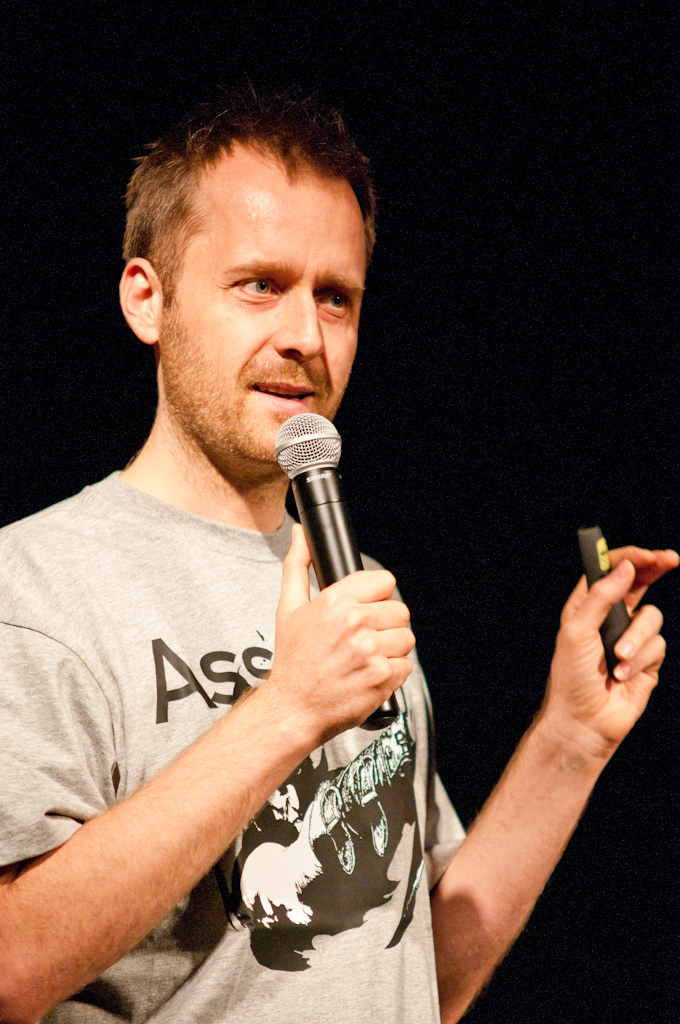
Spoluzakladatel společnosti CD Projekt Marcin Iwiński v roce 2011

Logo společnosti používané do roku 2014

Společnost CD Projekt založili v květnu 1994 Marcin Iwiński a Michał Kiciński. Dvojice chtěla podnikat legálně a příležitost k tomu dostala na počátku 90. let, kdy došlo k transformaci polské plánované ekonomiky na tržní. Iwiński a Kiciński měli k dispozici pouhých 2 000 dolarů a jako kancelář využívali byt jejich kamaráda. Iwiński se vyjádřil, že ačkoli jako dítě rád hrál počítačové hry, bylo jich v tehdejším komunistickém Polsku málo, a tak prodával během studia na střední škole na varšavském tržišti cracknuté kopie západních videoher. Na střední škole se mimo jiné seznámil s Kicińským, který se stal jeho obchodním partnerem; Kiciński v té době také prodával videohry.
Zpočátku dováželi hry na CD z amerických maloobchodů, následně kontaktovali samotné vydavatele a uzavírali s nimi distribuční smlouvy. Jednalo se například o společnosti American Laser Games, Acclaim Entertainment, Blizzard Entertainment, Blue Byte a Psygnosis.

### Lokalizace
Největší výzvou pro firmu bylo v době jejího založení překonat herní pirátství. Stala se jednou z prvních společností v Polsku, které lokalizovaly hry; podle Iwińského se většina produktů CD Projektu prodávala v „rodinných obchodech“. V roce 1996 začal CD Projekt částečně lokalizovat tituly od vývojářů, jako jsou Seven Stars a Leryx-LongSoft. O rok později už je lokalizoval v plném rozsahu. Dle Iwińského se první úspěšnou stala lokalizace hry Ace Ventura. Zatímco předchozích lokalizací se prodávaly pouze stovky kusů, Ace Ventury se prodaly tisíce, což potvrdilo úspěšnost jejich přístupu k lokalizaci. CD Projekt následně oslovil firmy BioWare a Interplay Entertainment, zda by nemohl do polštiny lokalizovat RPG Baldur's Gate. Očekával, že se titul stane v Polsku populárním, a domníval se, že žádný prodejce nebude schopen přeložit text z angličtiny do polštiny. Aby byl o hru větší zájem, přidala společnost do balení hry další předměty; postavy pak ve hře namluvili známí polští herci. Hra vyšla v roce 1999 a zaznamenala úspěch, v den vydání byla dodána v 18 000 kusech.
CD Projekt pokračoval ve spolupráci se společností Interplay i po vydání Baldur's Gate, a to na počítačovém portu pokračování jménem Baldur's Gate: Dark Alliance. K jeho vývoji najal Sebastiana Zielińského, jednoho z tvůrců hry Mortyr, a Adama Badowského. Šest měsíců po zahájení vývoje se Interplay dostal do finančních problémů a PC verzi zrušil. Po zrušení portu pokračoval CD Projekt v lokalizaci dalších her a v letech 2003 a 2004 získal ocenění Business Gazelle.

#### CD Projekt Czech
Společnost CD Projekt provozovala také pobočky v Česku a Maďarsku, kde vydávala lokalizované tituly na CD (DVD). V Česku vydala mnoho přeložených her na digitálních nosičích, například Mass Effect nebo Gobliiins 4. Svou činnost na obou trzích ukončila v roce 2010; CD Projekt Czech byl odprodán jinému polskému vlastníkovi a přejmenován na Comgad (Computer Games Distribution).

### Tvorba her
V roce 2002 založil CD Projekt svoje herní studio, pojmenované CD Projekt Red, které o rok nato začalo pracovat na sérii RPG her na motivy knih Andrzeje Sapkowského Zaklínač). Hra vyšla o čtyři roky později, roku 2007, a dočkala se komerčního úspěchu, díky kterému se začalo pracovat na pokračování nově vzniklé herní série. V roce 2011 tak vyšla hra Zaklínač 2: Vrahové králů a poté roku 2015 Zaklínač 3: Divoký hon.
Na konci roku 2012 CD Projekt představil svou novou značku, Cyberpunk 2077, na které spolupracoval s Mikem Pondsmithem, tvůrcem stolní RPG hry Cyberpunk z roku 1988. Titul vyšel v roce 2020.
V srpnu 2013 otevřelo studio CD Projekt Red pobočku v Krakově, aby pomáhala s vývojem her Zaklínač 3: Divoký hon a Cyberpunk 2077. Na vývoji Cyberpunku se též podílela pobočka ve Vratislavi, jež vznikla v březnu 2018 ze studia Strange New Things. V březnu 2021 CD Projekt Red koupil kanadské studio Digital Scapes Studios sídlící ve Vancouveru a přejmenoval jej na CD Projekt Red Vancouver. Další pobočku založil v říjnu 2022 v Bostonu pod názvem CD Projekt Red Boston; ta dostala na starosti vývoj pokračování Cyberpunku s pracovním názvem Project Orion. Obě severoamerické pobočky jsou společně označovány jako CD Projekt Red North America.
V srpnu 2018 společnost CD Projekt založila studio Spokko zaměřující se na vývoj mobilních her. V říjnu 2021 pak koupila bostonského nezávislého vývojáře The Molasses Flood, který bude společně s CD Projekt Red North America vyvíjet Project Sirius, titul ze světa Zaklínače.

### Distribuce her

Logo služby

V roce 2008 představila společnost CD Projekt službu Good Old Games (poté GOG.com) distribuující videohry bez DRM. Cílem služby je pomoci hráčům najít „staré dobré hry“ a zachovat je. K tomu bylo potřeba vyřešit licenční problémy u zaniklých vývojářů nebo vyjednávat s vydavateli o distribučních právech. Aby získali staré kódy her pro jejich konverzi na moderní platformy, museli použít maloobchodní verze nebo hry z druhé ruky. CD Projekt navázal spolupráci jak s malými vývojáři, tak velkými vydavateli, včetně společností Activision, Electronic Arts a Ubisoft, aby rozšířil nabídku služby o AAA i nezávislé videohry.
Navzdory názorům, že se jedná o „projekt odsouzený k zániku“, se podle generálního ředitele Guillauma Rambourga služba od svého spuštění rozšířila. K červnu 2015 se na ní prodalo 690 000 kopií hry Zaklínač 3: Divoký hon od studia CD Projekt Red. Je to více, než se prodalo na největší distribuční platformě Steam (přibližně 580 000 kopií) a na všech ostatních distribučních platformách pro osobní počítače. K 8. červenci 2019 byla třetina digitálních předobjednávek hry Cyberpunk 2077 vytvořena na GOG.com. Příjmy z GOG.com připadají studiu CD Projekt Red.

## Dceřiné společnosti
| Název               | Název                    | Sídlo     | Založení | Převzetí | Zavření | Poznámky                                 |
| ------------------- | ------------------------ | --------- | -------- | -------- | ------- | ---------------------------------------- |
| Metropolis Software | Metropolis Software      | Varšava   | 1992     | 2008     | 2009    |                                          |
| GOG.com             | GOG.com                  | Varšava   | 2008     | —        | —       | Herní distribuční platforma              |
| CD Projekt Red      | CD Projekt Red Warsaw    | Varšava   | 2002     | —        | —       |                                          |
| CD Projekt Red      | CD Projekt Red Kraków    | Krakov    | 2013     | —        | —       |                                          |
| CD Projekt Red      | CD Projekt Red Wrocław   | Vratislav | 2018     | —        | —       |                                          |
| CD Projekt Red      | CD Projekt Red Vancouver | Vancouver | 2012     | 2021     | —       | Dříve pojmenované Digital Scapes Studios |
| CD Projekt Red      | CD Projekt Red Boston    | Boston    | 2022     | —        | —       |                                          |
| Spokko              | Spokko                   | Varšava   | 2018     | —        | —       |                                          |
| The Molasses Flood  | The Molasses Flood       | Boston    | 2014     | 2021     | —       |                                          |

## Vydané tituly
| Rok  | Název                                   | Platformy                                                                         | Vývojář                                         | Poznámky                                                                                |
| ---- | --------------------------------------- | --------------------------------------------------------------------------------- | ----------------------------------------------- | --------------------------------------------------------------------------------------- |
| 2007 | Zaklínač                                | Windows, macOS                                                                    | CD Projekt Red                                  | Rozšířená edice vyšla roku 2008                                                         |
| 2011 | Zaklínač 2: Vrahové králů               | Windows, Linux, macOS, Xbox 360                                                   | CD Projekt Red                                  | Rozšířená edice vyšla roku 2012                                                         |
| 2014 | The Witcher Adventure Game              | Android, iOS, macOS, Windows                                                      | CD Projekt Red Can Explode                      | —                                                                                       |
| 2015 | The Witcher Battle Arena                | Android, iOS                                                                      | CD Projekt Red Fuero Games                      | —                                                                                       |
| 2015 | Zaklínač 3: Divoký hon                  | PlayStation 4, Windows, Xbox One, Nintendo Switch, PlayStation 5, Xbox Series X/S | CD Projekt Red                                  | —                                                                                       |
| 2015 | Zaklínač 3: Divoký hon – Srdce z kamene | PlayStation 4, Windows, Xbox One, Nintendo Switch, PlayStation 5, Xbox Series X/S | CD Projekt Red                                  | Datadisk ke hře Zaklínač 3                                                              |
| 2016 | Zaklínač 3: Divoký hon – O víně a krvi  | PlayStation 4, Windows, Xbox One, Nintendo Switch, PlayStation 5, Xbox Series X/S | CD Projekt Red                                  | Datadisk ke hře Zaklínač 3                                                              |
| 2018 | Gwent: The Witcher Card Game            | PlayStation 4, Windows, Xbox One, iOS, Android                                    | CD Projekt Red                                  | Spin-off založený na karetní hře, jež se objevila v Zaklínači 3                         |
| 2018 | Thronebreaker: The Witcher Tales        | Windows, PlayStation 4, Xbox One, Nintendo Switch, iOS, Android                   | CD Projekt Red                                  | Samostatný titul, jenž se měl původně objevit ve Gwentu pod názvem Gwent: Thronebreaker |
| 2020 | Cyberpunk 2077                          | PlayStation 4, Stadia, Windows, Xbox One, PlayStation 5, Xbox Series X/S          | CD Projekt Red                                  | —                                                                                       |
| 2021 | The Witcher: Monster Slayer             | Android, iOS                                                                      | Spokko                                          | —                                                                                       |
| 2022 | Gwent: Rogue Mage                       | PC, Android, iOS                                                                  | CD Projekt Red                                  | Samostatné rozšířené hry Gwent                                                          |
| 2022 | Roach Race                              | Android, iOS                                                                      | CD Projekt Red Crunching Koalas                 | Též se objevilo ve hře Cyberpunk 2077 v podobě arkádové minihry                         |
| 2023 | Cyberpunk 2077: Phantom Liberty         | PlayStation 5, Windows, Xbox Series X/S                                           | CD Projekt Red                                  | Datadisk ke hře Cyberpunk 2077                                                          |
| tba  | The Witcher Remake                      | bude oznámeno                                                                     | Fool's Theory                                   | Remake Zaklínače (2007) vyvíjený v Unreal Enginu 5                                      |
| tba  | Project Hadar                           | bude oznámeno                                                                     | CD Projekt Red                                  | Nová IP společnosti CD Projekt                                                          |
| tba  | Project Orion                           | bude oznámeno                                                                     | CD Projekt Red North America                    | Pokračování hry Cyberpunk 2077                                                          |
| tba  | Project Polaris                         | bude oznámeno                                                                     | CD Projekt Red                                  | První díl nové trilogie v sérii Zaklínač vyvíjený v Unreal Enginu 5                     |
| tba  | Project Sirius                          | bude oznámeno                                                                     | The Molasses Flood CD Projekt Red North America | Nová hra ze světa Zaklínače obsahující režim multiplayeru                               |

## Kontroverze
V prosinci 2021 společnost CD Projekt souhlasila s vyplacením 1,85 milionu dolarů investorům, aby urovnala hromadnou žalobu kvůli problematickému vydání titulu Cyberpunk 2077, který měl řadu technických problémů, s nimiž se potýkalo mnoho uživatelů.